# Santander Bank

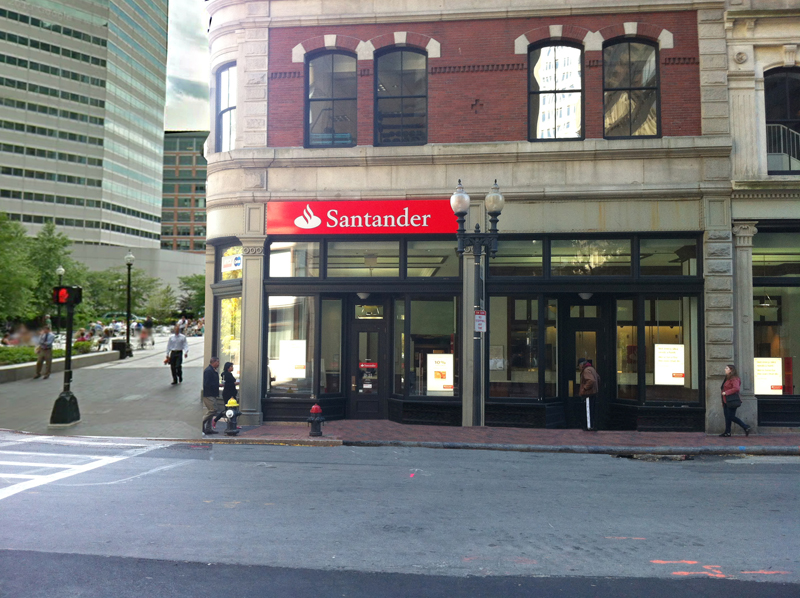
Oficina bancaria de Santander Bank en la ciudad de Boston, USA

Santander Bank, anteriormente Sovereign Bank, es la filial estadounidense del Banco Santander. Con sede en Boston, Santander Bank tiene su principal mercado en el noreste de los Estados Unidos. Posee más de 57.500 millones de dólares en depósitos, 650 sucursales, 2000 cajeros automáticos y más de 9800 empleados. y posee más de 90.000 millones de dólares en activos.

## Historia
Sovereign compró en 1999 los derechos para la promoción de su marca en el estadio Mercer County's Arena durante diez años, pasando a llamarse a partir de entonces Sovereign Bank Arena, con el fin de promocionar la adquisición que realizó por entonces de entre otros, el banco Trenton Savings Bank. En los años siguientes también utilizó esta técnica de marketing como en el Sovereign Center Arena y Centro de Artes Escénicas en Reading, Pennsylvania, y Sovereign Bank Stadium en York, Pennsylvania.
El 1 de junio de 2006, Sovereign Bank compró el banco Independence Community Bank of Brooklyn por 3.600 millones de dólares. La compañía completó la transacción el 9 de septiembre de 2006. Esta operación se financió mediante la venta del 20% de Sovereign al banco español Santander.
Más tarde el Banco Santander aumentó su participación y dado que poseía el 25% de Sovereign tenía derecho a comprar el banco a cambio de 40 dólares por acción a principios de 2008. Finalmente, el 13 de octubre de 2008, Santander aceptó comprar el resto de Sovereign a cambio de 1900 millones de dólares (1.400 millones de euros. El banco fue afectado en varias ocasiones por perdidas relacionadas con préstamos bancarios y activos bursátiles en Fannie Mae y Freddie Mac.
El 30 de enero de 2009 se completó la compra de Sovereign por 2,53 dólares por acción.
Sovereign Bank fue renombrado como Santander Bank en octubre de 2013. 
Durante el 2015 Santander Holdings USA registró pérdidas netas de 1.455 millones de dólares.